# Sprookjesnacht aan zee
Sprookjesnacht aan zee is een stripverhaal uit de reeks van Suske en Wiske. Het is gemaakt door Paul Geerts en Liliane Govers (inkten). 
Dit verhaal is nooit uitgekomen in de reguliere Vierkleurenreeks. Het verscheen voor het eerst in 1983, in deel 3 van Plezier met Suske en Wiske. In 1986 werd het in combinatie met Het onbekende eiland uitgegeven als dubbelstrip.
De titel was in eerste instantie Sprookjesnacht in het Zwin.

## Personages
- Suske, Wiske, tante Sidonia, Lambik, Jerom, professor Barabas, Krimson en zijn handlangers, zandmannetjes, zandfee

## Uitvindingen
- Vitamitje, de Kreeft

## Locaties
- Zeeuws-Vlaanderen, duinen, het Zwin, het zandkasteel tussen Knokke en Cadzand

## Het verhaal
Suske, Wiske en tante Sidonia zijn op vakantie in Zeeuws-Vlaanderen. 's Nachts ziet Wiske in de duinen een mannetje van zand, maar de anderen geloven haar niet. Ze gaan de volgende ochtend terug naar huis.  Als professor Barabas later langskomt, zegt hij dat Wiske mogelijk gelijk heeft. In een van zijn boeken staat iets over de legende van een zandfee die vanuit een zandkasteel over zandmannetjes regeert. In de nacht waarin het sterrenbeeld boogschutter zijn pijl richt op de stier, leggen de vogels in het Zwin een gouden ei. 
In de gevangenis leest Krimson hetzelfde boek en hij weet niet lang daarna te ontsnappen. Tante Sidonia hoort dit op de radio. Dan komen Lambik en Jerom terug van hun vakantie, en ook zij geloven de verhalen over zandmannetjes niet. Suske doet onderzoek in zijn astrologieboek. Hij rekent uit dat de volgende nacht precies de nacht is waarover gesproken wordt in de legende.
Krimson maakt dezelfde berekening. Hij vertrekt hierna met de Kreeft, een pantserachtig voertuig dat zowel op als onder water kan rijden, naar het Zwin. Professor Barabas heeft Vitamitje zo aangepast dat het wagentje gemakkelijk over de duinen kan rijden en de vrienden vertrekken ook naar de kust. Lambik ziet tot zijn grote verbazing inderdaad een zandmannetje, dat wegsmelt als hij in het water valt. 
Krimson komt aan land op het strand tussen Knokke en Cadzand en hij stuurt zijn twee helpers de omgeving in. Suske en Wiske zien intussen een geheimzinnige mistbank, ze nemen contact op met Lambik via de walkietalkie. Lambik ontmoet toevallig een van Krimsons handlangers en schakelt hem tijdelijk uit. De vrienden zetten alles op alles om Krimson voor te zijn. Suske en Wiske vinden het zandkasteel in de mistbank. Ook Krimson heeft het kasteel intussen echter gevonden. Als Lambik in zijn haast een zandmannetje aanrijdt, wordt hij door een ander zandmannetje in slaap gebracht. Krimson vernietigt het zandkasteel met een bulldozer en ontvoert de zandfee. De zandmannetjes houdt hij op afstand met een waterkanon. Krimson krijgt ook Suske en Wiske te pakken. Hij bindt hen vast aan houten palen zodat ze bij vloed zullen verdrinken, maar de zandmannetjes kunnen hen op tijd bevrijden. Krimson draagt de zandmannetjes op om die nacht de gouden eieren te verzamelen, anders zal hij de zandfee laten verdrinken. 
Suske en Wiske vinden Lambik terug. Lambik roept Jerom op en Suske en Wiske gaan op inspectie. Als ze de toren van Cadzand twaalf keer horen slaan, zien ze overal om zich heen gouden eieren in het landschap. De vrienden helpen de zandmannetjes de eieren naar het strand te brengen, waar Krimson de eieren later zal komen ophalen met zijn Kreeft. Dan komen de zandmannetjes met een enorm ei aangelopen. Wanneer Krimson dichtbij komt, wordt hij neergeslagen door Jerom. Lambik en Jerom hebben zich verstopt in het enorme ei en ze rekenen af met Krimsons twee helpers. Suske en Wiske maken van de verwarring gebruik om de zandfee te bevrijden. Jerom gooit Krimson met Kreeft en al in zee.
De zandfee strooit hierna de gouden eieren weer uit over de kust van België en Nederland. Lambik begrijpt niet waarom het goud niet gebruikt wordt om de armen te helpen. De zandmannetjes leggen uit dat rijkdom niet gelukkig maakt. Als iemand een gouden ei vindt aan de kust, kunnen ze dit echter gebruiken om iemand anders te helpen.